# Quercus buckleyi
Quercus buckleyi — вид рослин з родини букових (Fagaceae); ендемік плато Едвардса: Техас і Оклахома, США. Видовим епітетом вшановано американського ботаніка Семюеля Ботсфорда Баклі.

## Опис
Це невелике й середнє листопадне дерево, зазвичай виростає до 15 м у зрілому віці, часто з кількома стеблами. Кора сіра і гладка, стає темною і борознистою. Гілочки коричневі, іноді жовто-сірі, голі. Листки від широко еліптичних до зворотно-яйцюватих або майже округлі, 5–10 × 5–11 см; основа клиноподібна, часто асиметрична; верхівка загострена; край з 5–8 трикутними частками; верх темно-зелений, голий, яскравий; низ блідіший, іноді є іржаві пучки пазух; ніжка гола, 2–4 см. Квітне навесні. Жолуді дворічні, субсидячі; горіх від широко яйцюватого до широко еліпсоїдного, рідко довгастий, 12–18.5 × 8–14 мм, голий або мало запушений; чашечка глибиною 5–11.5 мм × шириною 10–18 мм, охоплює 1/3–1/2 горіха.

## Поширення й екологія
Ендемік плато Едвардса: Техас і Оклахома, США.
Населяє вапнякові хребти та схили, днища струмка, зрідка вздовж більших потоків; росте на висотах 150–500 м.

## Використання
Змішані лісові масиви утворюють важливе середовище існування для Setophaga chrysoparia і Vireo atricapilla. Використовується як дрова або як стовпи. Цей вид висаджується як дерево декоративного озеленення, переважно в межах місцевого ареалу.